# Atento
Atento es una compañía de servicios de relación con clientes y externalización de procesos de negocio (CRM/BPO) incluyendo servicios de atención al cliente, de gestión de ventas, cobros, back office y soporte técnico. Atento es el mayor proveedor de América Latina y se encuentra entre los cinco principales proveedores a nivel mundial, en términos de ingresos. La compañía lidera los servicios de externalización de contact center en América Latina, según el estudio anual 'Análisis del mercado de servicios de externalización de contact center en América Latina y Caribe' de Frost Sullivan, con un acuota de mercado del 17,3%. Su CEO es Carlos López-Abadía.
Desde 1999, la compañía ha desarrollado su modelo de negocio en 13 países, donde emplea a 150,000 personas. Atento tiene más de 400 clientes a los que ofrece servicios CRM / BPO a través de múltiples canales. Los clientes de Atento son en su mayoría compañías multinacionales líderes en sectores como telecomunicaciones, servicios financieros y bancarios, salud, minoristas y administraciones públicas, entre otros. 
La compañía cotiza bajo el símbolo ATTO en la Bolsa de Nueva York (NYSE) y opera en tres segmentos clave: EMEA, América y Brasil.

## Historia
El lanzamiento de Atento en España data de 1999, cuando Telefónica agrupó su negocio de call centres en España y otros países de América Latina en una unidad separada.
Atento proporciona servicios de CRM y BPO a través de plataformas multicanal, incluyendo back office,  SAC, service desk, soporte técnico, recobro y ventas. Atento es uno de los mayores empleadores de Brasil, con alrededor de 81,000 empleados, con operaciones en México (alrededor de 19,000), España (16,000), Argentina y Uruguay (9,000) y Perú (9,000).
En 2011, Atento se adhirió al UN Global Compact sobre derechos humanos.
El informe de Magic Quadrant 2013 elaborado por la consultora Gartner, posiciona Atento entre las compañías líderes en servicios y soluciones de CRM/BPO en el mercado de habla hispana y portuguesa en América Latina, México y España.
Sin embargo, el 10 de marzo de 2015 Atento publicó los resultados del año 2014 en los que multiplicó por diez sus pérdidas atribuibles.
El 6 de agosto de 2016 se dio a conocer que la ex filial de Telefónica perdió 11,5 millones de euros en el semestre, frente al beneficio anterior de 24,2 millones, volviendo así a números rojos y apuntándose como causa la externalización de los servicios.

### Venta y salida a bolsa en Wall Street
En octubre de 2012, Telefónica acuerda la venta de Atento al grupo de inversión estadounidense Bain Capital por un total de 1.051 millones de euros. Según los términos del acuerdo, Atento continuaría prestando servicios a Telefónica durante al menos nueve años después.
Un año después, el 16 de diciembre de 2013 Atento inició una profunda reestructuración en su organización corporativa implicando la salida de España de la práctica totalidad de sus servicios centrales.
El 1 de mayo de 2014 Atento anuncia su salida a bolsa en Wall Street, haciéndose efectiva el 12 de septiembre del mismo año, cuando anuncia el lanzamiento de una Oferta Pública Inicial (OPI). En mayo, la compañía solicitó a la Comisión de Valores de Estados Unidos una OPI por 300 millones de dólares. Atento contrató a las unidades de banca de inversión de Morgan Stanley & Co, Credit Suisse Group AG y del brasileño Itaú Unibanco Holding SA para administrar la transacción. Tras su debut final del 2 de octubre, acumuló una caída de más de un 20 % en sus primeros cuatro días en el mercado.

### Desinversiones
En 2014 Atento anuncia la venta de su centro de operaciones en Chequia a Comdata SPA. Esta venta permite a Atento focalizar su atención en la región EMEA en los mercados que constituyen el "core" de su negocio y que son Latinoamérica, España y EMEA.
Un año después, en 2015, Atento anuncia la venta de sus operaciones en Marruecos al Grupo Intelcia. La operación incluye las operaciones de la empresa en este país que prestan servicios a los mercados marroquí y francés. Las operaciones de esta filial marroquí que prestan servicios al mercado español están excluidas de esta transacción y continúan operando como parte de Atento España.

### Nuevos centros de operaciones y de innovación
En 2015, Atento implanta su centro de operaciones, primero en Sao Paulo y Ciudad de México y más tarde en Madrid, desde el que gestiona, en tiempo real, la actividad de sus 17 centros de atención y la relación con los clientes de la región EMEA (Europa, África y Oriente Medio). Es la primera compañía de su sector en España en tener un centro de operaciones.
Desde el centro de gestión de operaciones de Ciudad de México, la compañía supervisa en tiempo real los procesos de 46 centros de relación con el cliente de México, Colombia, El Salvador, Guatemala, Panamá, Puerto Rico, EE. UU., Argentina, Uruguay, Chile y Perú.

### Adquisiciones
En 2016 Atento anuncia la adquisición de la participación mayoritaria de R Brasil Soluções. La unión de capacidades de ambas empresas convierte a la compañía en el mayor proveedor de soluciones de recobro en Brasil.
En 2017, la compañía cierra la compra de una participación mayoritaria en la brasileña Interfile. Interfile era un proveedor de servicios y soluciones BPO para el sector de banca y servicios financieros de Brasil.

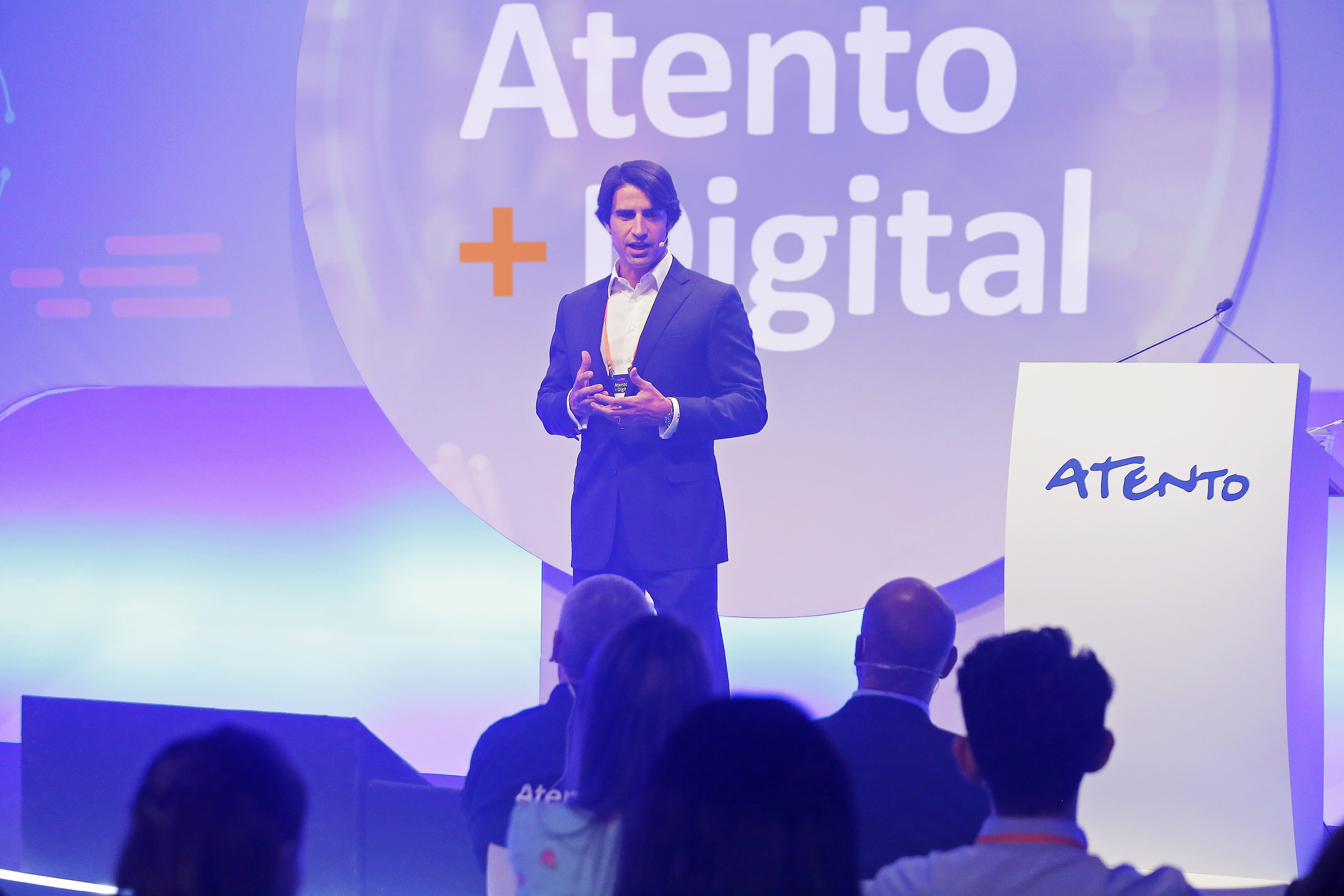
Alejandro Reynal, CEO de Atento, en el evento de lanzamiento de Atento Digital.

### Atento Digital
En 2017 Atento lanza una división digital con inteligencia artificial para gestión de empresas a la que bautiza como Atento Digital. La compañía busca consolidar bajo una misma unidad de negocio todos sus activos digitales y acelerar el crecimiento en servicios digitales en todas las industrias y geografías en las que tiene presencia.

### Alianzas estratégicas
En 2018, la compañía anuncia una alianza estratégica con Keepcon para incorporar la tecnología cognitiva y ampliar las capacidades de automatización de su plataforma omnicanal.
Ese mismo año, Atento y FALCONI firman una alianza estratégica para prestar servicios de consultoría integrada y proporcionar una oferta destinada a generar eficiencias a través de la gestión de procesos.

## Conflictos laborales
Atento ha sido denunciada en diversas ocasiones por us trabajadores por ofrecer malas condiciones laborales y por prácticas antisindicales. Desde hace tiempo, el sindicato UGT es el mayoritario en Atento España.
ERE de 2014 en España
El 23 de junio de 2014 se convocó una huelga general de 24 horas en España con un seguimiento de hasta el 70 % de la plantilla en sus diversos centros, en crítica a las condiciones laborales. La compañía estudió a su vez un ERE en el mercado español.
El 26 de junio de 2014 Atento Teleservicios España anunció un ERE para el 9 % de toda la plantilla alegando causas organizativas y económicas por la caída de ingresos y subida de costes. Finalmente, el 6 de agosto concluyó el periodo de negociación del proceso de despido colectivo tras la aprobación en referéndum por parte de los empleados afectados, del acuerdo alcanzado por los representantes de los trabajadores y la empresa, y que redujo la cifra de afectados a más de la mitad, menos del 5 % de la plantilla de Atento Teleservicios España.
El 12 de noviembre de 2014, la Audiencia Nacional declaró nulo el despido de los 672 empleados de Atento, ante lo cual la empresa decidió recurrir ante el Tribunal Supremo (España). Finalmente, la Audiencia Nacional aprobó el acuerdo alcanzado el 4 de diciembre entre Atento España y siete sindicatos sobre el despido colectivo en esta empresa, por el cual 476 trabajadores no se reincorporaron y 179 fueron readmitidos.
La de 2017 fue presentada por Atento “para la adecuación de las jornadas, horarios, y sistema de libranzas, de aproximadamente 1.000 trabajadores, basado en causas productivas y organizativas, con el fin de adecuar desde el punto de vista de la productividad y la organización técnica del trabajo en la Empresa, con la prestación del servicio actualmente comprometida con Telefónica a las nuevas necesidades requeridas por dicho cliente a partir del día 14 de noviembre de 2016”.
La Audiencia Nacional declaró la modificación como ilegal, y declarando “la nulidad de la modificación de jornadas realizada por la empresa (…) así como a reponer a los trabajadores afectados por el conflicto en las condiciones previas a la ejecución de la modificación sustancial”. El motivo principal de la anulación fue el hecho que no se proporcionó toda la información del proceso a los sindicatos afectados, vulnerando ''el derecho a la libertad sindical de los sindicatos demandantes en su vertiente funcional a la negociación colectiva, asegurados por los arts. 28 y 37 de la Constitución”. Mientras duraba el proceso judicial, Atento aplicó la modificación, cambiando  las condiciones de trabajo de sus trabajadores, provocando la renuncia de algunos trabajadores que no podian sostener esas condiciones laborales. Después de la sentencia de la Audiencia Nacional, desfavorable para Atento, ésta propuso un acuerdo a los sindicatos que permitió;
- que los trabajadores que se vieron obligados a irse de la empresa por las modificaciones pudieran solicitar reincorporarse previa devolución de la indemnización recibida
- el desplazamiento del horario garantizando el sistema de libranzas antes de la modificación
- el reembolso de los pluses a los trabajadores que los perdieron desde que se les aplicó la modificación
- la posibilidad de que los trabajadores que lo deseen de manera voluntaria pudieran volver al horario impuesto por la modificación sustancial
- el compromiso de la empresa a no volver a hacer una Modificación Sustancial de las Condiciones de Trabajo

ERE de 2022 en Jaén
En 2022 se practicó un ERE que afectaba a 149 personas que trabajaban en Jaén. Se consumó el despido de 129 personas el día 15 de febrero. Los trabajadores propusieron alargar el ERTE que se les había practicado con anterioridad, pero la empresa rechazó la propuesta y firmó el ERE sin el acuerdo de las partes. En este mismo momento, Atento estaba contratando a más de 800 personas a lo largo del resto del territorio y llevaba más de 15 años prestando servicios en la oficina de Jaén. La empresa alegó que el motivo del despido de los trabajadores de Jaén es que los clientes no quieren que se preste servicio desde Jaén, algo que los trabajadores dudan por qué ''en ningún contrato pone que un trabajo no se puede hacer desde Jaén igual que desde cualquier otro punto del país''. Los trabajadores de la empresa se organizaron y llevaron a cabo diversas acciones, como por ejemplo una concentración denunciando la situación, y una caravana de coches. Los miembros del comité de empresa denunciaron que durante el proceso de negociación con la empresa se vulneraron derechos fundamentales de los representantes sindicales. El ERE ha sido recurrido en los tribunales, instando a que declaren su nulidad y reincorporen a toda la plantilla despedida.
Otros conflictos laborales
Se denunció que en Atento Madrid se vulneraba el derecho de los trabajadores a disfrutar de sus vacaciones en el período acordado por la empresa y el trabajador. Atento quería impuso un plazo ''inasumible para solicitar las vacaciones, además de indicar en qué período se le permitiría al trabajador disfrutar de sus vacaciones, y llegando a amenazar de imponerlas unilateralmente''.
En 2018, la Confederación General del Trabajo (España) denunció que Atento había impuesto sanciones de empleo y sueldo a los delegados sindicales, ''por el mero hecho de realizar su labor sindical'', denunciando que no es la primera vez que pasa. Según el sindicato, Atento sancionó a los delegados por el hecho de informar a la plantilla de que Atento no estaba reconociendo ''a algunas compañeras la condición de víctimas de la violencia machista por no tener sentencia que les reconociera esa condición, cuando actualmente con tener una orden de protección o un informe del Ministerio Fiscal o de los Servicios Sociales es suficiente''. El sindicato consideraba que la intención de Atento era intimidar a los trabajadores y frenar la actividad sindical de la Confederación General del Trabajo (España) en la empresa. Los trabajadores organizaron concentraciones y acciones denunciando la situación.
En 2016, Unión Sindical Obrera convocó, junto con otros sindicatos, una huelga para denunciar;
1. ''La exigencia de unos niveles de ventas descabellados de los productos con el establecimiento de una vigilancia, seguimiento y una presión continua y desmesurada por parte de la empresa para el cumplimiento de esas ventas.''
2. ''La ausencia de incentivos económicos proporcionales, equitativos y alcanzables por la realización de dichas ventas.''
3. ''Las condiciones impuestas por la empresa para obtener el SRV van en contra del Convenio Colectivo, ya que se producen penalizaciones si se utilizan los permisos retribuidos recogidos en dicho convenio.''
4. ''La falta de formación adecuada para la realización de las tareas exigidas a los trabajadores para el correcto desempeño de su cometido laboral.''
5. ''El control desproporcionado de los tiempos de conexión, tiempos de operación, TMO, tiempos administrativos, pausas visuales, descansos y demás. No compensación del tiempo empleado por la plantilla en atender llamadas fuera de su horario en la última llamada, en la finalización de su turno.''
6. ''La existencia de un clima laboral asfixiante y una sobrecarga y acumulación de tareas que repercute seriamente en la salud de los trabajadores.''
7. ''La empresa hace caso omiso de los resultados de las evaluaciones de riesgos psicosociales realizadas en los diferentes centros. Se niega sistemáticamente a implantar medidas correctoras adecuadas, insistiendo en las mismas propuestas de siempre.''
8. ''Las amonestaciones y sanciones desproporcionadas así como despidos injustificados.''
9. ''Los cambios desproporcionados en las condiciones laborales de la plantilla con objetivos poco claros.''
10. ''La realización por parte de los trabajadores de tareas correspondientes a una categoría superior.''
11. ''La falta de garantías en el mantenimiento de los puestos de trabajo.''
12. ''Las normativas abusivas de política interna de seguridad. Imposibilidad de utilizar el teléfono móvil.''
13. ''La existencia de contratos de carácter indefinido no reconocidos como tales por la empresa.''

## Emplazamientos
Atento cuenta con 115 centros repartidos entre España y Las Américas, con la última incorporación, un nuevo centro de última generación de relación con clientes en Santiago de Chile, para la prestación de servicios y soluciones de experiencia de cliente para el sector de banca y servicios financieros en la ciudad.
En junio de 2018, la compañía reabrió su centro de relación con clientes en Puerto Rico para convertirlo en el referente de la industria en América Central y Caribe. El centro ha sido totalmente reconstruido tras el devastador impacto que sufrieron las instalaciones originales con el paso del huracán María en 2017.

## Premios y reconocimientos
Atento, ha sido reconocida por Great Place to Work® como unas de las 25 mejores multinacionales para trabajar en cinco ocasiones diferentes y durante 8 años consecutivos, como de las mejores multinacionales para trabajar en Latinoamérica en 2018.
La compañía también ha sido reconocida como uno de los Mejores Lugares para Trabajar en algunos de los países donde opera, incluyendo España (Primer puesto en 2011 y 2014), Brasil o Argentina (Primer puesto en 2015), donde es la única compañía del sector CRM / BPO incluida en este ranking durante 12 años consecutivos. La compañía ha mantenido el reconocimiento ofrecido por Great Place to Work® en Uruguay, México, Perú, Chile, Colombia y América Central y el Caribe.
En 2016 y 2017, la compañía alcanzó la posición de liderazgo en el mercado latinoamericano de servicios de externalización, según cifras de participación de mercado publicadas por la consultora Frost & Sullivan.
La compañía ha sido galardonada en varias ocasiones en los premios IMT 2018, galardones de la industria CRM BPO en México. En 2018 ha recogido tres: premio Oro por la “Mejor administración de Talento”, Oro en “Mejor estrategia de ventas” y Oro por la “Mejor estrategia de Customer Experience”.
Por otro lado, en 2016 Atento se llevó el reconocimiento especial por la Asociación de Marketing Directo de Brasil (ABEMD) por el proyecto “100% Online – Digital Channels for Sales“, desarrollado por Atento junto con el Santander. Así como el reconocimiento de los Latam awards, y la distinción, por tercera vez consecutiva, con el galardón Mejor Outsourcer en Atención al Cliente en España por su servicio con Endesa, dentro de los premios CRC Oro, galardones en España en gestión de la relación con el cliente.
Atento también ha sido reconocida como la segunda empresa más innovadora de Brasil en el sector de servicios, según el ranking de Innovación del periódico 'Valor Econômico'. Además, durante varios años consecutivos, ha sido elegido como uno de los Líderes del Magic Quadrant de Gartner en servicios de gestión de clientes contact center BPO. Gartner evalúa a las empresas que prestan servicios de relación con clientes, centros de contacto y externalización de procesos, siendo una referencia para empresas de todo el mundo a la hora de considerar y seleccionar proveedores de servicios de relación con clientes, centros de contacto y externalización de procesos empresariales.